# Джон Кебелл Брекінрідж
Джон Кебелл Брекінрідж (англ. John Cabell Breckinridge; нар. 16 січня 1821 — пом. 17 травня 1875) — американський політик, член Демократичної партії, віцепрезидент США з 1857 по 1861 рік.

## Біографія
Брекінрідж народився 1821 року у Торн Хілл в Лексингтоні, штат Кентуккі. Закінчив Трансільванський університет, займався юридичною практикою. Під час американо-мексиканської війни керував добровільним полком штату Кентуккі. 1849 року Брекінрідж був членом Палати представників штату Кентуккі від Демократичної партії, а з 1851 по 1855 рік входив до Палати представників Конгресу США.
У 1856 році, у віці 36 років обійняв посаду віцепрезидента США при президентові Джеймсі Б'юкенені, ставши наймолодшим віцепрезидентом в історії США. Брекінрідж виставив свою кандидатуру від південної федерації Демократичної партії США на президентських виборах 1860 року, але програв республіканцю Аврааму Лінкольну. З березня по вересень 1861 року представляв штат Кентуккі у сенаті Конгресу США.
З початком Громадянської війни вступив до Армії Конфедеративних Штатів Америки як бригадний генерал, де згодом отримав звання генерал-майора. 1865 року був призначений на посаду військового міністра Конфедерації, а після закінчення війни емігрував на Кубу.
В березні 1869 року, після оголошення амністії, він повернувся до Кентуккі, де обійняв посаду віце-президента в залізничній компанії Біг Сенді. Помер 17 травня 1875 року, похований на Лексінгтонському кладовищі.